# Semana Mundial de las Naciones Unidas para la Seguridad Vial
La Semana Mundial de las Naciones Unidas para la Seguridad Vial comenzó en abril de 2007 y fue proclamada por la Organización de las Naciones Unidas en ese mismo año.

## Proclamación
La Semana Mundial de las Naciones Unidas para la Seguridad Vial fue proclamada por las Naciones Unidas en 2007, impulsada principalmente por las Comisiones Regionales de las Naciones Unidas y la Organización Mundial de la Salud (OMS). El objetivo de esta proclamación fue crear conciencia sobre los peligros a los que están expuestos los usuarios de las carreteras, en particular los jóvenes, y promover acciones para reducir los accidentes de tráfico y sus consecuencias, como lesiones y discapacidades. Esta semana se estableció como una plataforma para coordinar esfuerzos internacionales en pro de la seguridad vial, involucrando a gobiernos, sociedad civil, organismos internacionales y el sector privado.

## Celebración
Se celebra cada dos años y su primera edición tuvo lugar del 23 al 29 de abril de 2007. La elección de esta fecha respondía a la necesidad de abordar la seguridad vial global, siguiendo los precedentes establecidos por campañas previas de la Comisión Económica para Europa y del Día Mundial de la Salud 2004, que ya había destacado el tema. La primera edición estuvo dedicada a los jóvenes, quienes representan una proporción significativa de las víctimas de accidentes de tráfico. Durante esta semana, se realizan numerosos eventos a nivel internacional, como conferencias, talleres y campañas de concienciación, que contaron con la participación de múltiples actores del ámbito público y privado, orientados a mejorar la seguridad vial global.

## Temas
| Evento | Fecha                  | Tema                                                                         |
| ------ | ---------------------- | ---------------------------------------------------------------------------- |
| 1      | 23-29 de abril de 2007 | Young road users, ('Jóvenes usuarios de carreteras')                         |
| 2      | 6-12 de mayo de 2013   | Pedestrian safety, ('Seguridad de los viandantes')                           |
| 3      | 4–10 de mayo de 2015   | Save Lives - #SaveKidsLives, ('Salva vidas - #SalvaNiños')                   |
| 4      | 8-14 de mayo de 2017   | Save Lives - #SlowDown, ('Salva vidas - #ReduceLaVelocidad')                 |
| 5      | 6-12 de mayo de 2019   | Save Lives - #SpeakUp, ('Salva vidas - #AlzaLaVoz')                          |
| 6      | 17-23 de mayo de 2021  | StreetsforLife - #Love30, ('Callesparalavida - #Ama30')                      |
| 7      | 15-21 de mayo de 2023  | StreetsforLife - #RethinkMobility('Callesparalavida - #RepensarLaMovilidad') |